# Veneriete
De Veneriete is een afwateringskanaal ten westen van Genemuiden in de Nederlandse provincie Overijssel.

## Beschrijving
De Veneriete loopt van het Venerietegemaal aan de Kamperzeedijk naar het Zwarte Meer. Even voor de uitmonding voegen de Veneriete en het riviertje de Goot zich samen. Tot 1856 werd het overtollige water van de polder Mastenbroek door middel van een windmolen afgevoerd via de Veneriete naar het Zwarte Meer. In 1856 werd het stoomgemaal Mastenbroek aan de Veneriete gebouwd. Dit gemaal werd in 1961 vervangen door het elektrische vijzelgemaal Veneriete. Het oude stoomgemaal Mastenbroek is naast het nieuwe gemaal blijven staan. Ongeveer een kilometer ten noorden van de beide gemalen bevindt zich de Grote of Prinsensluis in de Veneriete. Deze sluis werd in de 19e eeuw gebouwd, direct na de overstromingen van 1825. De sluis is genoemd naar de leden van het geslacht Prins, die dienstdeden als sluiswachter. Aanvankelijk werd er bij de sluis een overlaatkade bij de Veneriete gebouwd, waardoor bij hoogwater de polder vol kon stromen. Na de bouw van het stoomgemaal in 1865 werd de overlaat verhoogd tot een volwaardige dijk. Een kilometer ten noordwesten van de sluis staat een klein gemaal met een piramidevormig dak, dat zorgt voor de afwatering van de achterliggende polder de Pieper.

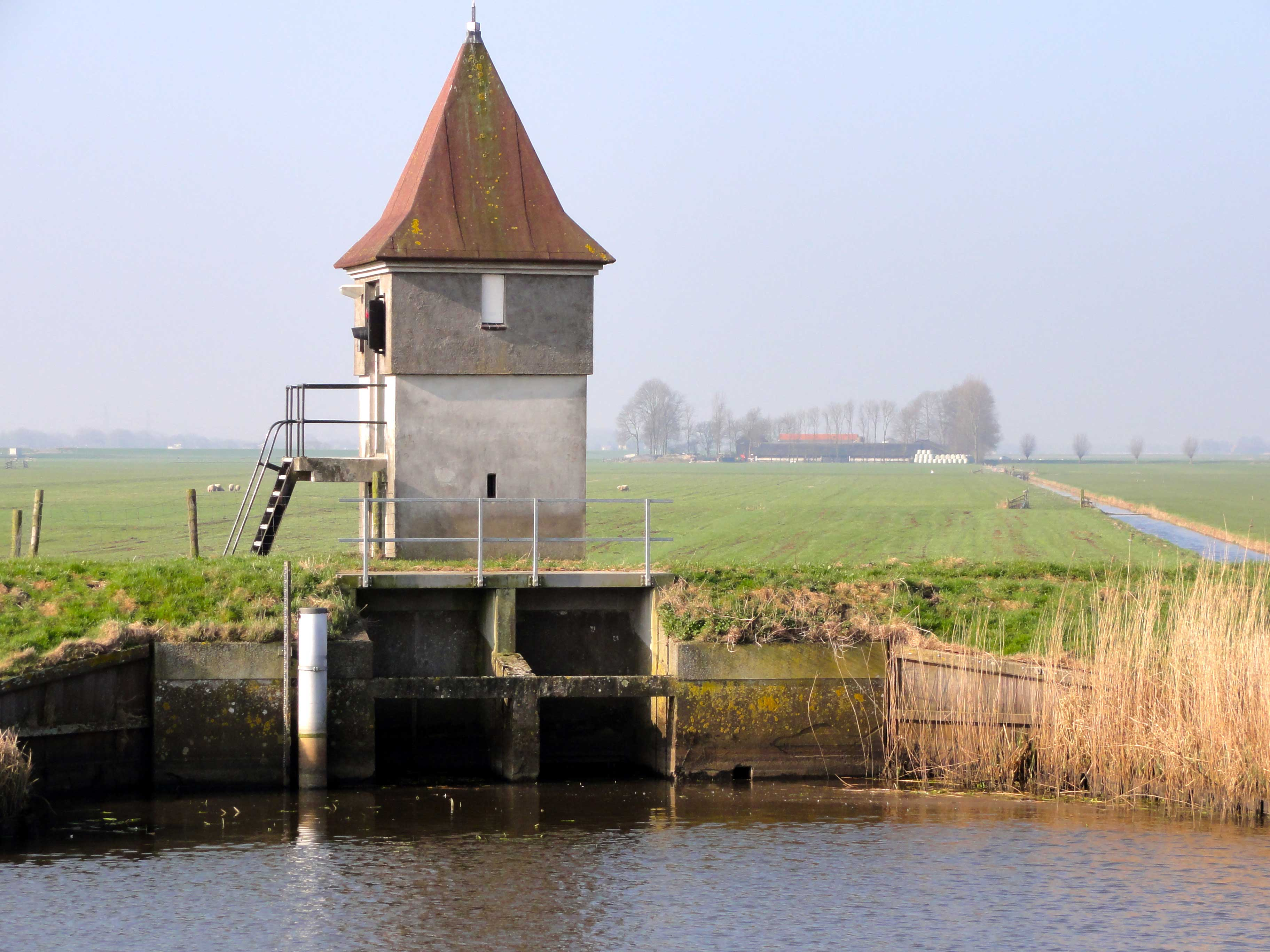
Gemaaltje aan de Veneriete in de polder de Pieper
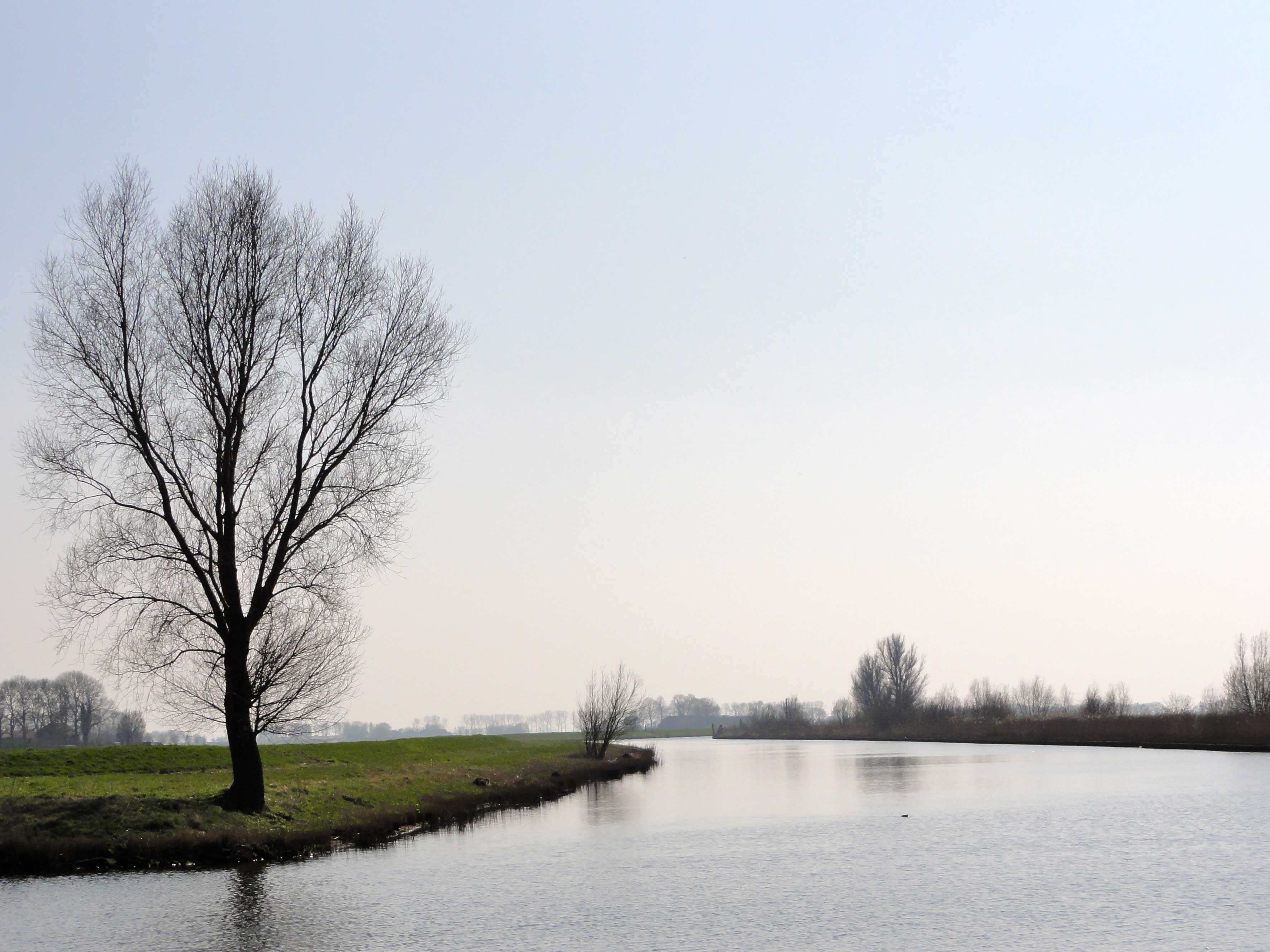
Samenvloeiing van de Goot en de Veneriete (links de polder de Pieper)
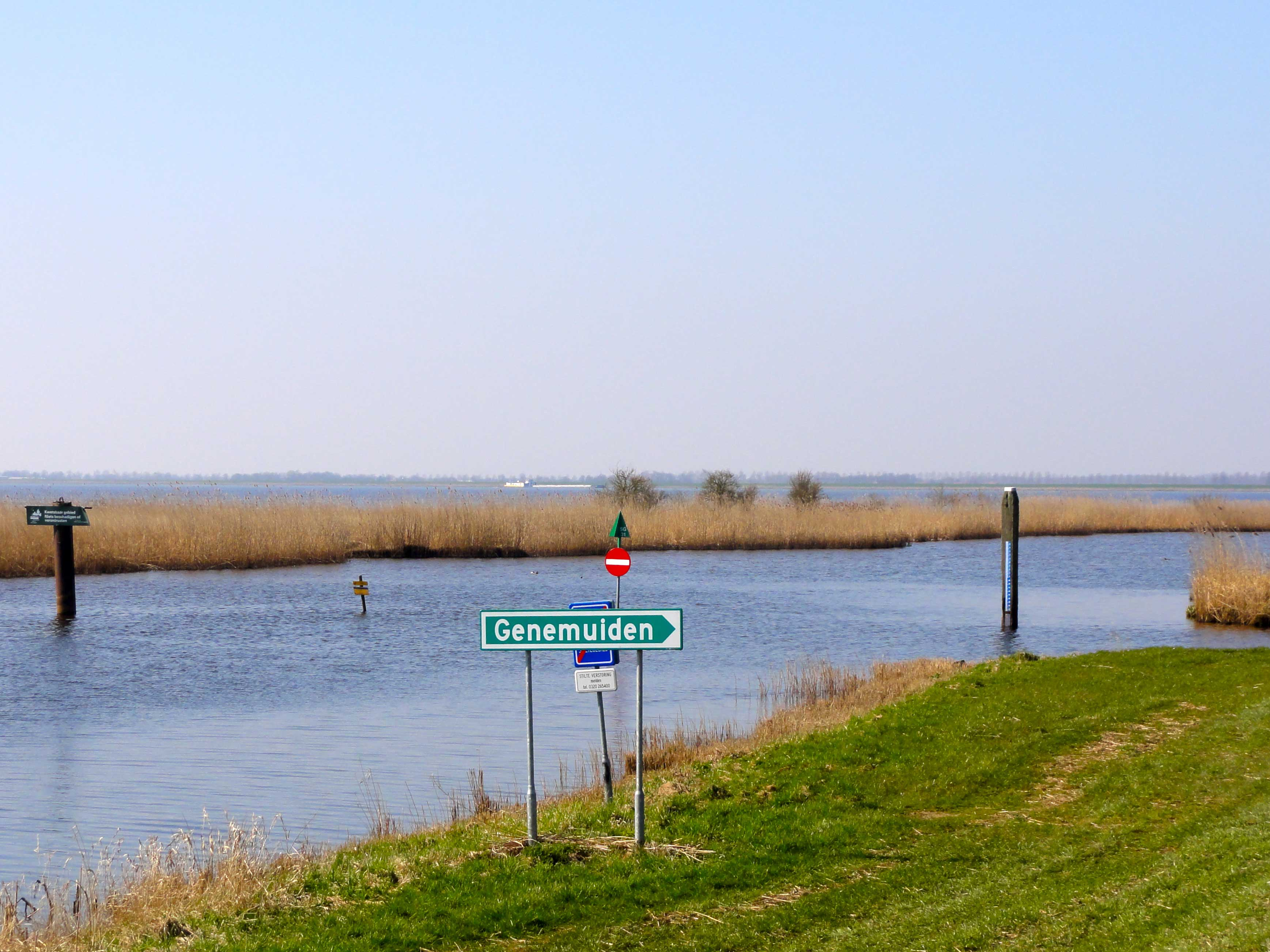
Uitmonding van de Goot en de Veneriete in het Zwarte Meer